# Chrysosoma pallidum
Chrysosoma pallidum är en tvåvingeart som först beskrevs av Meijere 1910.  Chrysosoma pallidum ingår i släktet Chrysosoma och familjen styltflugor. Inga underarter finns listade i Catalogue of Life.